# Марі Авгеропулос
Марі Авгеропулос (англ. Marie Avgeropoulos, нар. 12 червня 1986, Тандер-Бей, Онтаріо, Канада) — канадська акторка та модель. Найбільш відома роллю Октавії Блейк у постапокаліптичному науково-фантастичному телесеріалі The CW «Сотня».

## Біографія
Народилася 17 червня 1986 року в Тандер-Бей, Онтаріо, у родині греків. Виросла на риболовлі, полюванні та кемпінгу, проводячи більшу частину свого вільного часу на свіжому повітрі. В 16 років почала грати на барабанах. Після двох років вивчення тележурналістики у рідному місті вона переїхала до Європи. Через кілька місяців повернулася до Канади й оселилася у Ванкувері.
У 20 років перенесла операцію з видалення великої пухлини з грудної клітки та горла, при цьому її голосові зв'язки було видалено та знову вставлено. Ця процедура вплинула на її голос.

## Кар'єра
Одна з її подруг запросила її на кастинг у Ванкувері, де шукали барабанників. Агент із талантів визнав її талант і запросив зніматися в різних національних рекламних роликах. Вона привернула увагу режисера Кріса Коламбуса. Він найняв Авгеропулос для фільму «Я кохаю тебе, Бет Купер», який став її першою роллю в повнометражному фільмі. Її поява у фільмі дала їй можливість знятися в інших фільмах, телевізійних шоу та журналах.
У 2010 році Авгеропулос була обрана на роль Кім Роудс у фільмі «Полювання на вбивство», що стало для неї яскравою роллю.
На початку 2013 року Авгеропулос зробила прорив на телебаченні після того, як її взяли на повторну роль у серіалі The CW «Культ». Однак серіал не привабив аудиторію, і після 7 епізоду шоу було скасовано. Решта шість епізодів шоу вийшли в ефір пізніше влітку.
Невдовзі після завершення серіалу CW призначив її однією з головних дійових осіб у своєму новому науково-фантастичному телесеріалі «Сотня», щоб зобразити персонажку Октавії Блейк.

## Особисте життя
Була у стосунках з американським актором Тейлором Лотнером з 2013 по 2015 рік.
Наприкінці 2018 року Авгеропулос була причетна до інциденту домашнього насильства, коли вона та її хлопець нібито почали сваритися в машині на автостраді Вентура незабаром після півночі 5 серпня 2018 року. Авгеропулос приймала нові ліки, змішані з алкоголем, і була звинувачена в тому, що завдала йому ударів, що призвели до легких тілесних ушкоджень, як повідомили в окружній прокуратурі. Потім її звинуватили в домашньому насильстві. Хлопець Авгеропулос хотів зняти звинувачення та заявив, що вона не становить загрози. Справу було офіційно закрито зі зняттям усіх звинувачень, оскільки з боку Авгеропулос не було наміру завдати шкоди, а скоріше «побічна реакція на ліки, яка викликала спалах».
З 2019 року зустрічається з канадським актором Аленом Муссі.

## Фільмографія
| Рік       |    | Українська назва                    | Оригінальна назва                                  | Роль             |
| --------- | -- | ----------------------------------- | -------------------------------------------------- | ---------------- |
| 2009      | ф  | Ніч з Бет Купер                     | I Love You, Beth Cooper                            | Вейлі Вуйлі      |
| 2009      | с  | Надприродне                         | Supernatural                                       | Тейлор           |
| 2009      | с  | Острів Гарпера                      | Harper's Island                                    | Стейсі           |
| 2009      | с  | Влада у нічному місті               | Power                                              | Тамара           |
| 2009      | с  | Охорона                             | The Guard                                          | Жанетт           |
| 2009      | тф | Війни у жіночому гуртожитку         | Sorority Wars                                      | Міссі            |
| 2010      | тф | Персі Джексон та Викрадач блискавок | Percy Jackson & the Olympians: The Lightning Thief | Дівчина Афродіта |
| 2010      | ф  | Спіймати, щоб убити                 | Hunt to Kill                                       | Кім Роудс        |
| 2010      | с  | Мисливців за монстрами              | The Troop                                          | Сара             |
| 2010      | с  | Межа                                | Fringe                                             | Ліа              |
| 2010      | тф | Димова завіса                       | Smoke Screen                                       | Сьюзі            |
| 2010      | с  | Жива мішень                         | Human Target                                       | Джеймі Гартлофф  |
| 2011      | ф  | 50/50                               | 50/50                                              | Елісон           |
| 2011      | с  | Еврика                              | Eureka                                             | Бонні            |
| 2011      | с  | Гикавка                             | Hiccups                                            | Террі            |
| 2012      | тф | Втікач у 17 років                   | Fugitive at 17                                     | Голлі Гамільтон  |
| 2012      | тф | Ходьба по залі                      | Walking the Halls                                  | Ембер            |
| 2012      | с  | Переростки                          | The Inbetweeners                                   | Саманта          |
| 2013      | с  | 90210: Нове покоління               | 90210                                              | Кессі Маккой     |
| 2013      | с  | Культ                               | Cult                                               | Кірсті Нельсон   |
| 2014—2020 | с  | Сотня                               | The 100                                            | Октавія Блейк    |
| 2015      | ф  | Трейсери                            | Tracers                                            | Нікі             |
| 2015      | ф  | Заціпенілий                         | Numb                                               | Шеріл            |
| 2015      | ф  | Ізоляція                            | Isolation                                          | Ніна             |
| 2016      | ф  | Чудове життя                        | A Remarkable Life                                  | Челсі            |
| 2016      | ф  | Повстання мертвих: Кінець гри       | Dead Rising: Endgame                               | Сандра Лав       |
| 2020      | ф  | Джіу-джитсу                         | Jiu Jitsu                                          | Міра             |
| 2023      | ф  | Король вбивць                       | King of Killers                                    | Айша             |
| 2024      | ф  | Художник                            | The Painter                                        | Наомі            |